# Skogslyckan, Uddevalla
Skogslyckan är en stadsdel belägen i Uddevalla. Från början var Skogslyckan en stadsdel byggd enbart för arbetare på det då nybyggda Uddevallavarvet, i början av 1950-talet. Här inryms ett flertal höghus, hyreshus och villor. 
Det finns även ett stadsdelstorg med affärer, vårdcentral, bokcafé, fritidsgård med mera

Kim Kärnfalk från gruppen Friends kommer från denna stadsdel.